# Barbara Labuda
Pour les articles homonymes, voir Labuda.
Barbara Lidia Labuda, née Ciesielska, née le 19 avril 1946 à Żmigród (Voïvodie de Wrocław), est une universitaire, femme politique et diplomate polonaise. Militante de l'opposition démocratique pendant le régime communiste, elle siège à la Diète de Pologne de 1989 à 1997 avant d'être membre de la Chancellerie présidentielle, puis ambassadrice de Pologne au Luxembourg de 2005 à 2010.

## Biographie
Barbara Lidia Labuda fait ses études à la Faculté de philologie de l'Université de Wrocław où elle obtient en 1970 son diplôme de philologie romane et est engagée comme enseignante-chercheuse à l'Institut de philologie romane de cette université. En 1984 elle soutient un doctorat en sciences humaines.
Dans la seconde moitié des années 1970, après un séjour en France où elle suit de 1970 à 1973 des cours d'histoire de la littérature, de science politique et de sociologie, tandis que son mari y enseigne, elle collabore avec le Comité de défense des ouvriers (KOR) puis le Comité d’autodéfense sociale KOR. En 1980, elle rejoint Solidarność et y milite activement au niveau régional. À la suite de la proclamation de l'état de siège, elle se cache et participe à des opérations clandestines. Arrêtée en octobre 1982, elle est condamnée à un an et demi de détention puis libérée en juillet 1983 à la suite d'une loi d'amnistie des prisonniers politiques.
En 1989, elle est élue députée de la « Diète contractuelle » sous l'étiquette du Comité civique Solidarność dans la circonscription de Wrocław-Fabryczna. En 1991 et 1993, elle est réélue députée sous les couleurs de l'Union démocratique de Tadeusz Mazowiecki. En 1994, elle est membre de l'Unia Wolności. Soutenant Aleksander Kwaśniewski au second tour de l'élection présidentielle de 1995 elle quitte le parti et reste non inscrite.
De 1995 à 2005, elle travaille à la Chancellerie du président de la République. À l'issue du deuxième mandat d'Aleksander Kwasniewski, elle est nommée ambassadrice de Pologne au Luxembourg où elle reste jusqu'au 31 juillet 2010.
Engagée dans le mouvement féministe, elle participe à la rédaction du programme du « Congrès des femmes » et, en 2011, occupe le portefeuille de la « laïcité de l'État et du multiculturalisme » dans le cabinet-fantôme de cette organisation. En 2019, elle dirige le comité de soutien du parti Wiosna créé par Robert Biedroń.
En 2005, elle a publié le livre Poszukiwania sur le bouddhisme, le mysticisme chrétien et sa quête spirituelle personnelle. Elle est aussi l'auteur du recueil de poésie Dziwne Światy publié en 2019.
En 2004, elle est décorée de la Légion d'honneur par le président de la République française Jacques Chirac pour « sa contribution à la défense des droits de l'homme et l'action culturelle et sociale ». En 2011, elle reçoit du président de la République de Pologne Bronisław Komorowski la croix d'officier de l'Ordre Polonia Restituta.

### Vie familiale
Elle est mariée de 1968 à 1998 à Aleksander Labuda, dont elle a un fils, Mateusz, manager culturel, né en 1970. Elle a un frère, également militant, Jan Ciesielski (pl).

## Distinctions
- Officier de l'ordre Polonia Restituta